# Eriocaulon damazianum
Eriocaulon damazianum là một loài thực vật có hoa trong họ Cỏ dùi trống. Loài này được Beauverd mô tả khoa học đầu tiên năm 1909.